# Pompiey
Pompiey – miejscowość i gmina we Francji, w regionie Nowa Akwitania, w departamencie Lot i Garonna.
Według danych na rok 1990 gminę zamieszkiwało 177 osób, a gęstość zaludnienia wynosiła 9 osób/km² (wśród 2290 gmin Akwitanii Pompiey plasuje się na 1000. miejscu pod względem liczby ludności, natomiast pod względem powierzchni na miejscu 542.).